# Brüno (auteur)
Pour l’article homonyme, voir Bruno.
Brüno, de son vrai nom Bruno Thielleux, né le 1er mars 1975 à Albstadt en Allemagne, est un dessinateur et un scénariste de bande dessinée français.

## Biographie
Brüno est né le 1er mars 1975 dans le quartier d'Ebingen à Albstadt en Allemagne, d’un père militaire et d’une mère au foyer. Après le bac, il passe un an à l’École Estienne à Paris, puis déménage à Rennes, où il obtient une maîtrise d’arts plastiques.
En 1996, premières parutions aux éditions La Chose : Le Guide Crânien, Vitr le Mo… En 1998, il signe chez Treize étrange, pour qui il réalise Nemo, une libre adaptation du roman de Jules Verne Vingt mille lieues sous les mers.
À partir de 2001, il publie avec Fatima Ammari-B Inner City Blues aux éditions Vents d'Ouest, une série policière ayant pour cadre le milieu noir américain des années 1970. De 2003 à 2006, il anime avec Pascal Jousselin Les Aventures de Michel Swing, un feuilleton improvisé réalisé à quatre mains. Cette bande dessinée est d’abord disponible sur internet. La version album paraît aux éditions Treize étrange en 2006.
En 2007, il rencontre Appollo, avec qui il signe chez Dargaud. Ensemble, ils réalisent Biotope (un diptyque de SF), puis la série Commando Colonial dans la collection Poisson Pilote.
En 2008, c'est avec le scénariste Nicolas Pothier qu'il signe chez Glénat (Coll. Treize Etrange), Junk, un western mettant en scène des bandits vieillissants.
Pour l'album Tyler Cross, réalisé avec Fabien Nury, il obtient en 2013 le Prix de la BD du Point puis en 2014, le Prix de la BD Fnac.
Brüno  est, avec Gwen de Bonneval, Cyril Pedrosa, Hervé Tanquerelle et Fabien Vehlmann, un des fondateurs de la revue de bande dessinée numérique Professeur Cyclope (2013). 
En 2014, il s'attaque au monde du porno avec Pornopia, un album sans dialogues réservé à un public averti,. En 2016, associé à Jean-Baptiste Thoret, il est le co-auteur du roman graphique Le Nouvel Hollywood dans la collection La petite bédéthèque des savoirs (Éditions du Lombard).
Pour l'éditeur Dargaud, il assure le dessin du roman graphique L'homme qui tua Chris Kyle (scénario de Fabien Nury). L'album, qui relate avec un œil critique l'histoire du sniper Chris Kyle, sort en avril 2020 et il est accueilli favorablement par France Info et France Inter,. L'ouvrage fait partie de la sélection pour le grand prix de la critique 2021.

## Albums
- Mais que fait la police ? (dessin), La Chose, 1998.
- Wanted (dessin), Treize Etrange, 1999.
- Cold Train (dessin), Treize Etrange, 2000.
- Le guide crânien (dessin), La Chose, 2000.
- Vitr le Mo (dessin), La Chose, 2000.
- La décimation (dessin), Le Cycliste, 2000.
- Nemo (dessin), Treize Etrange.

1. Mobilis in Mobile, 2001[11].
2. Quelques heures à terre, 2002.
3. La Banquise, 2003[12].
4. Une hécatombe, 2004.
5. Nemo vs Nemo HS. 2005.
6. Intégrale (N&B reformatée), 2005.
7. Intégrale (Couleur), 2012.

- Inner City Blues (dessin), avec Fatima Ammari-B (scénario), Vents d'Ouest :

1. Arnold et Willie, 2003[13].
2. Priest, 2004.
3. Yaphet Kotto, 2005.

- Voltige et Ratatouille T. 1 (scénario), avec Pascal Jousselin (dessin), Treize Etrange, 2004.
- Les aventures de Michel Swing[14] (dessin), avec Pascal Jousselin (scénario), Glénat/Treize Etrange, 2006.
- Biotope (dessin), avec Appollo (scénario), Dargaud :

1. Biotope 1, 2007.
2. Biotope 2, 2007.

- Commando colonial (dessin), avec Appollo (scénario), Dargaud :

1. Opération Ironclad[15], 2008.
2. Le loup gris de la désolation, 2009.
3. Fort Thélème, 2010.

- Junk (dessin), avec Nicolas Pothier (scénario), Glénat/Treize Etrange :

1. Come back, 2008.
2. Pay back, 2010.
3. Intégrale, 2013.

- Atar Gull ou le destin d'un esclave modèle, d'après le roman homonyme d'Eugène Sue, scénario de Fabien Nury, Dargaud coll. Long Courrier, 2011
- Lorna : Heaven is Here[16], (scénario et dessin) Glénat/Treize Etrange, 2012.
- Tyler Cross[17], scénario de Fabien Nury, Dargaud

1. Tyler Cross[18], 2013
2. Angola[19], 2015
3. Miami[20], 2018

- Pornopia[5],[6], Glénat, 2014.
- Le Nouvel Hollywood[21],[22],[7] avec Jean-Baptiste Thoret (coll. Petite Bédéthèque des savoirs, Éditions du Lombard), 2016  (ISBN 2803636948)
- Le Petit Livre de la Black Music[23],[24], avec Hervé Bourhis, Dargaud, 2016
- L'homme qui tua Chris Kyle[8],[9], scénario de Fabien Nury, Dargaud, avril 2020
- T'zée, une tragédie africaine, scénario d'Appollo, Dargaud, 2022 - Sélection officielle du Festival d'Angoulême 2023

## Récompenses
- 2013 : Prix de la BD du Point, avec Fabien Nury, pour Tyler Cross[2].
- 2014 : Prix de la BD Fnac, avec Fabien Nury, pour Tyler Cross[3].

## Récits courts
- Une incroyable histoire (dessin), 10 pl. couleur, d'après William Irish, Je bouquine, no 271, 2006.
- Les techniques secrètes des grands maîtres de la BD (dessin), 1 pl. couleur, avec Nicolas Pothier (scénario), Casemate, no 29, 2010.
- Participation aux collectifs Autour de la chose (2005), Paroles sans papiers (2007), Paroles d'illettrisme (2008), Rock Strips (2009).

## Illustrations
En 2021, il réalise la pochette du disque Nocturne de David Walters.